# Lycée de garçons de Luxembourg
Het Lycée de garçons de Luxembourg, afgekort LGL, is een Luxemburgse school voor secundair onderwijs in Luxemburg-Stad. Eerder was zij bekend als École industrielle et commerciale de Luxembourg of kortweg Industrieschoul.

## Geschiedenis
In 1848 werd binnen het Athénée royal grand-ducal een tweede school gecreëerd, waar les werd gegeven in de kunsten, de industrie en de handel. De Industrie- en Handelsschool scheidde zich in 1892 af van het Athénée royal grand-ducal en kreeg een eigen bestuur. In het startjaar waren er 289 leerlingen. De school bleef aanvankelijk gevestigd in de bovenstad, in wat later het onderkomen werd van de Nationale Bibliotheek, naast de kathedraal van Luxemburg. In 1908 betrok zij met 409 leerlingen een door Gustave Serta ontworpen gebouw aan de Place Auguste Laurent in Limpertsberg. In 1909 werd een meisjeslyceum opgericht, dat tot 1926 was ondergebracht in een aantal zalen van de Industrieschool.
In de Tweede Wereldoorlog werd de Industrie- en Handelsschool ontmanteld en omgezet in een gymnasium, met twee opleidingen: de Staatliche Limpertsberg-Oberschule für Jungen en een Goethe-Schule. Een deel van de leraren werd uit hun functie ontheven en leerlingen werden gedwongen ingelijfd bij de Wehrmacht. Na de bevrijding werd de school hersteld. Bij groothertogelijke besluit werd de school met de Industrieschool in Esch-sur-Alzette in april 1945 hernoemd tot 'Lycée de garçons'. De school had in die tijd zo'n 1000 leerlingen. Vanaf eind jaren 60 was het Lycée de garçons de Luxembourg (LGL) niet langer exclusief voor jongens, maar behield wel de naam.
Het schoolgebouw werd in 2017 opgenomen op de lijst van geclassificeerde monumenten in Luxemburg.

## Oud-docenten en -leerlingen
Docenten
- Alphonse Arend
- Félix Glatz
- Ben Heyart
- Félix Hülsemann
- Mathieu Lamberty
- Edmond Lux
- Marcel Reuland
- André Thyes
- Nicolas van Werveke

Leerlingen
- Jean Asselborn
- Pierre Berchem
- Eugène Berger
- Paul Dornseiffer
- Pierre Droessaert
- Eugène Ferron
- Paul Funck
- Pierre Funck
- Antoine Hirsch
- Jules Hoffmann
- Félix Hülsemann
- Serge Koch
- Vicky Krieps
- Emile Majerus
- Guy Michels
- Camille Polfer
- Hubert Schumacher
- Michel Stoffel
- Lé Tanson
- Egide Thein
- Auguste Wirion